# Jesenný
Obec Jesenný (Engenthal) se nachází v okrese Semily, kraj Liberecký. Žije zde 512 obyvatel.

## Historie
První písemná zmínka o vesnici pochází z roku 1356. V letech 1905–1929 zde podnikatel Isidor Mautner provozoval přádelnu bavlny.

## Obecní správa

### Části obce
- Jesenný
- Bohuňovsko (Bohňovsko)

Osady: Na Mansku, Engenthal (Úzké Údolí), Vápenka, U Reichlů, Trojánky.

### Starostové
Rychtáři v letech 1796–1850:
- Jan Dumek 1796–1808
- Antonín Hlůže 1808–1826
- Jan Knop 1826–1840
- Jan Lampa 1840–1842
- František Zeman 1842–1850

Starostové v letech 1850–1945:
- František Hanč 1850–1862
- František Hýrek 1862
- František Lauryn 1862–1874
- Josef Patka 1874–1877
- Antonín Knop 1877–1880
- Jan Kodejš 1880–1886
- František Bachtík 1886–1892
- Josef Lauryn 1892–1900
- Josef Holina 1900–1911
- Vojtěch Zeman 1911–1919
- Josef Doubek 1919–1931
- Bohuslav Bachtík 1931–1938
- Antonín Lukeš 1938–1945

## Doprava
Obec je obsluhována autobusovou linkou Semily – Bozkov – Vysoké nad Jizerou – Rokytnice nad Jizerou.
Dva kilometry od středu vesnice, v Bohuňovsku v údolí Kamenice, leží železniční zastávka Jesenný na trati Železný Brod – Tanvald. Zastavují zde i rychlíky Praha–Tanvald. U zastávky stojí rozcestník mnoha značených stezek.

## Pamětihodnosti
- Kaple Povýšení svatého Kříže: osmiboká kaple postavená v roce 1734. V interiéru jsou fresky s tématem Umučení Páně, před vchodem je kamenné zábradlí se šesti sochami svatých
- Krucifix
- Zámek Jesenný (vážně poškozený při požáru 22. dubna 2007, kdy přišel o zvonici a část střechy. Nyní je zarostlý a rozpadá se)[zdroj?]
- Dům čp. 130
- Památník padlým v první světové válce
- Zatopený lom uprostřed vesnice – patří mezi často navštěvované potápěčské lokality. Velikost lomu je přibližně 80 × 100 metrů. Pod hladinou jsou k vidění ryby, na dně leží ocelová konstrukce věže. Dalšími zajímavostmi jsou vrak mikrobusu a keson

## Osobnosti
- Jan Dolenský (1859 Trojánky – 1933), český pedagog, spisovatel, překladatel a publicista